# Gábor Katalin
Gábor Katalin (Szalárd, 1928. szeptember 22. – Budapest, 2015. november 6.) romániai magyar színésznő. Gábor József (1918–1991) felesége.

## Életpályája
1950-től a nagyváradi Állami Magyar Színház tagja volt. 1980-ban nyugdíjba vonult.
Lírai szerepeket játszott, néha főszerepeket is.

## Színházi szerepei
- Schiller: Ármány és szerelem – Lujza
- Brecht: Kurázsi mama – Kattrin
- Móricz Zsigmond: Nem élhetek muzsikaszó nélkül – Pepi
- Scarnicci–Tarabusi: Kaviár és lencse – Valéria